# John Bagnell Bury
 (novembre 2017).
Si vous disposez d'ouvrages ou d'articles de référence ou si vous connaissez des sites web de qualité traitant du thème abordé ici, merci de compléter l'article en donnant les références utiles à sa vérifiabilité et en les liant à la section « Notes et références ».
John Bagnell Bury est un historien irlandais.

## Biographie
Bury est né et grandit à Clontibret, dans le comté de Monaghan, où son père est recteur de l'Église anglicane d'Irlande. Il est d'abord éduqué par ses parents, puis au Foyle College de Derry et au Trinity College à Dublin, où il est élu chercheur en lettres classiques en 1879 et diplômé en 1882. En 1893, il obtient une chaire d'histoire moderne au Trinity College, qu'il occupe pendant neuf ans. En 1898, il est en outre nommé professeur de grec, également au Trinity College, un poste qu'il occupe simultanément avec son poste de professeur d'histoire. En 1902, il devient professeur à l'université de Cambridge.

## Écrits
Ses écrits, portant sur des sujets allant de la Grèce antique à la papauté du XIXe siècle, sont à la fois érudits et accessibles pour le profane. Il a également conduit à un regain pour l'histoire byzantine (qu'il considère et appelle explicitement l'histoire romaine). Il contribue (il fait lui-même l'objet d'un article) à l'Encyclopædia Britannica de 1911. Avec Frank Adcock et S. A. Cook, il édite The Cambridge Ancient History, commencée en 1919.